# 세자사
세자사(世子師)는 고려·조선 시대 동궁관(東宮官)에 소속되어 세자(世子:고려시대에는 太子)의 교육을 담당하던 정1품의 관직이다.

## 내용
세자의 스승으로서 덕행이 높고 학문이 뛰어난 재상급(宰相級)에 속한 신하가 임명되었다. 동궁관으로는 고려시대에 첨사부(詹事府)가 있었고, 조선시대에는 세자시강원(世子侍講院)이 있었는데, 세손(世孫)이 세워질 때에는 세손시강원을 설치하였다.
이에 속한 관직은 1022년(현종 13) 태자를 세우고 사(師) 보(保)를 두었다는 기록에서 처음 나타난다. 1068년(문종 22)에는 종1품으로 태사(太師)·태부(太傅)·태보(太保)를 1명씩 두었고, 종2품으로 소사(少師)·소부(少傅)·소보(少保)를 1명씩 두었다.
1277년(충렬왕 3)에는 사·부·보·이사(貳師)를 두었다가 1390년(공양왕 2)에는 좌사(左師)·우사(右師)를 두었다. 조선시대에도 초기에는 좌사·우사의 제도가 이어졌는데, 《경국대전》에서는 사·부·이사의 제도로 정착되면서 영의정·의정(議政)·찬성(贊成)이 각각 맡도록 규정되었다.

## 시대 구분

### 고려
고려(高麗) 때 세자(世子) 첨사부(詹事府)의 으뜸 벼슬이다.

### 조선
조선(朝鮮) 시대(時代)에 세자시강원(世子侍講院)의 정1품(正一品) 벼슬이다.

## 참고 문헌
- 『고려사(高麗史)』
- 『태종실록(太宗實錄)』
- 『경국대전(經國大典)』
- 『경연일기(經筵日記)』

## 같이 보기
- 영의정  하연(문종대왕의 스승, 조선 최초의 참찬관)